# El Jazmín, Michoacán de Ocampo
El Jazmín är en ort i Mexiko.   Den ligger i kommunen Tlalpujahua och delstaten Michoacán de Ocampo, i den sydöstra delen av landet, 120 km väster om huvudstaden Mexico City. El Jazmín ligger 2 747 meter över havet och antalet invånare är 449.
Terrängen runt El Jazmín är kuperad. Runt El Jazmín är det ganska tätbefolkat, med 185 invånare per kvadratkilometer. Närmaste större samhälle är El Oro de Hidalgo, 9,1 km nordost om El Jazmín. I omgivningarna runt El Jazmín växer huvudsakligen savannskog.